# Matteo Borsani
Matteo Borsani (14 de mayo de 2003) es un deportista italiano que compite en tiro con arco, en la modalidad de arco recurvo.
Ganó dos medallas en el Campeonato Europeo de Tiro con Arco en Sala, en los años 2024 y 2025, ambas en la prueba de equipo. Además, consiguió una medalla de oro en los Juegos Mundiales de 2025.

## Palmarés internacional
| Campeonato Europeo en Sala | Campeonato Europeo en Sala | Campeonato Europeo en Sala | Campeonato Europeo en Sala |
| Año                        | Lugar                      | Medalla                    | Prueba                     |
| -------------------------- | -------------------------- | -------------------------- | -------------------------- |
| 2024                       | Varaždin (Croacia)         | Medalla de plata           | Equipo                     |
| 2025                       | Samsun (Turquía)           | Medalla de oro             | Equipo                     |